# Ceratina sequoiae
Ceratina sequoiae är en biart som beskrevs av Charles D. Michener 1936. Den ingår i släktet märgbin och familjen långtungebin. Inga underarter finns listade i Catalogue of Life. Arten förekommer i västra USA.

## Beskrivning
Ceratina sequoiae är ett litet bi; honan (som var det första av könen att beskrivas) är 6 till 8,5 mm lång. Båda könen har en metalliskt grön grundfärg; honan mörkt olivgrön, hanen mycket mörkt blågrön på ovansidan, olivgrön under. Antennerna är brungrå hos honan, nästan svarta hos hanen; i båda fallen med ljusare undersida. Benen är övervägande brungrå, mörkare hos hanen, och med brunorange fötter. Vingarna är mörka, halvgenomskinliga med mörkt brunorangefärgade ribbor. Båda könen har elfenbensvita markeringar, hos hanen mer framträdande, som på munskölden (clypeus) och fläckvis hos hanen på överläppen (labrum); på den senare saknar honan över huvud taget några markeringar. Båda könen har dessutom elfenbensfärgade fläckar på skenbenen. Den glesa kroppsbehåringen är blekgul, hos honan ibland övergående till rent vit.

## Utbredning
Utbredningsområdet omfattar västra USA från Washington, Oregon och Idaho till Kalifornien, Nevada och Arizona. Arten betraktas som hotad, och är listad som minskande (declining).

## Ekologi
Habitatet består av chaparral, ek- och blandskog samt stäpp, gärna på högre höjder.
Arten är en av de få oligolektiska arterna bland märgbina. Denna art är oligolektisk på clarkior, ett släkte bland dunörtsväxter.
Discover Life listar flera olika växtsläkten som värdväxter, korgblommiga växter, strävbladiga växter, dunörtsväxter, vallmoväxter, grobladsväxter och flenörtsväxter. De beskriver alltså arten de facto som polylektisk, men inga andra källor förefaller att stödja det påståendet.
Som alla märgbin bygger Ceratina sequoiae sina larvbon i märgen på olika växter, hos denna art framför allt Sambucus caerulea, en nära släkting till den vanliga flädern. Ägget läggs ovanpå en klump av bibröd, en blandning av pollen och nektar, som är avsett som näring till larven.